# أنيا بارسون
أنيا صوفيا تيس بارسون (بالسويدية: Anja Sofia Tess Pärso) هي متزلجة منحدرات ثلجية سويدية ولدت في يوم 25 أبريل 1981 في مدينة أوميو في السويد، فازت بالميدالية الذهبية في دورة الألعاب الأولمبية الشتوية 2006 في تورينو في التزلج المتعرج، وفازت بالميدالية الفضية في دورة الألعاب الأولمبية الشتوية 2002 في التزلج المتعرج الطويل، وفازت ب4 ميداليات برونزية من دورات 2002 إلى 2010، كما فازت ب7 ميداليات ذهبية في بطولة العالم وبميداليتين فضيتين و4 برونزيات.

## روابط خارجية
- أنيا بارسون على موقع الاتحاد الدولي للتزلج (التزلج على المنحدرات الثلجية) (الإنجليزية)
- أنيا بارسون على موقع اللجنة الأولمبية الدولية (الإنجليزية)
- أنيا بارسون على موقع أوليمبيديا (الإنجليزية)
- أنيا بارسون على موقع اللجنة الأولمبية السويدية (السويدية)